# Varisto
Varisto (en suédois : Varistorna) est un quartier du district de Myyrmäki de Vantaa en Finlande,.

## Description
Varisto est situé au sud-est de l'intersection du Kehä III et Vihdintie,.
Les quartiers voisins de Varisto sont Martinlaakso à l'est, Myyrmäki au sud-est, Vapaala de l'autre côté de Luhtitie au sud et Hämeenkylä derrière Vihdintie à l'ouest. 
Au nord du Kehä III se trouve Petikko avec ses zones commerciales et de loisirs.
La zone commerciale de Varisto, au sud du Kehä III, est une zone commerciale et industrielle, où se trouvent, entre-autres, le centre commercial Viisari avec ses grands magasins de meubles et le Fur Center, où se tiennent des ventes aux enchères de fourrures.
La coline Raappavuori, plus boisée, avec ses châteaux d'eau, est également située dans la zone.

## Galerie

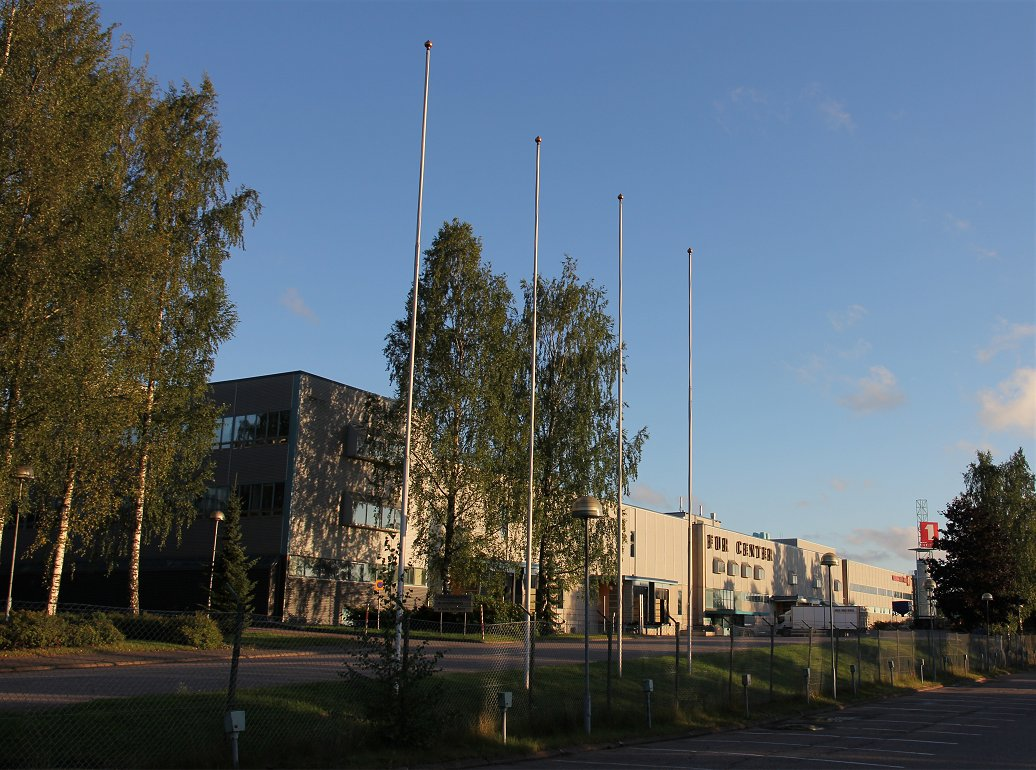
Locaux de Saga Fur Oy.
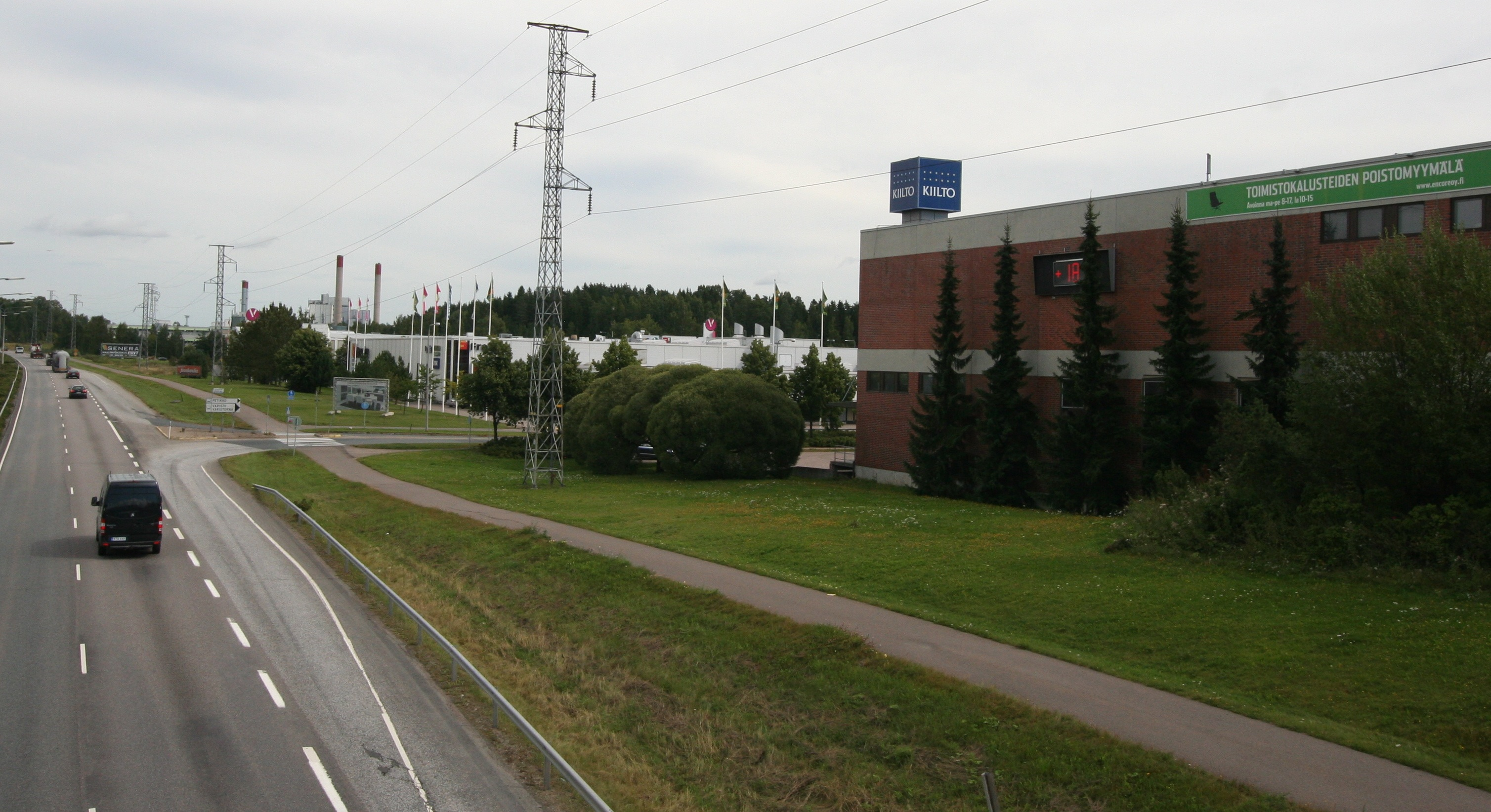
Varisto vu du Kehä III.
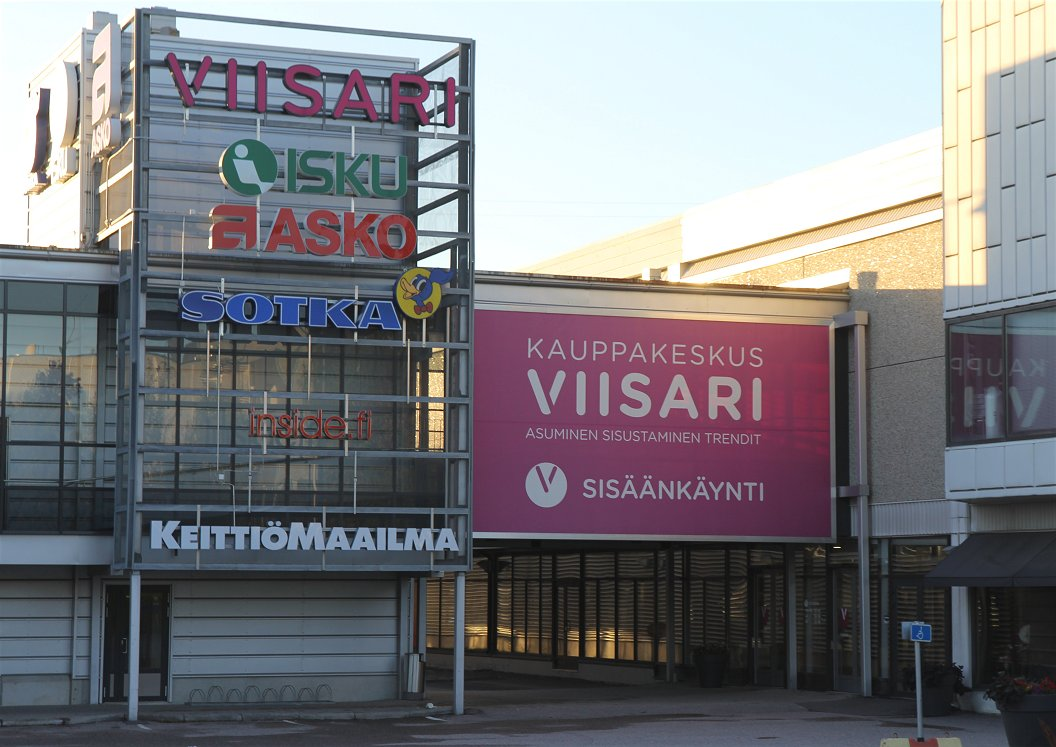
Centre commercial Viisari.